# Samuel Butler (poet)
Samuel Butler, född den 8 februari 1612 i Strensham, Worcestershire, död den 25 september 1680 i London, var en engelsk skald.
Butler studerade någon tid i Cambridge, men måste för medellöshet lämna universitetet, vistades därpå en tid i grevinnan Elisabets av Kent hus, där han kom i beröring med John Selden, samt var sedan skrivare först hos en fredsdomare och därefter hos sir Samuel Luke, en av Cromwells officerare, vilken han delvis tog till förebild för hjälten i sitt satiriska epos Hudibras. Denna på åttastavig jambisk vers med beundransvärd metrisk skicklighet och rimkonst skrivna hjältedikt, som blivit kallad "den bästa burlesk på engelskt språk", avsåg att förlöjliga puritanernas ofta hycklande salvelse och plumpa maner. 
Mönstret är Cervantes Don Quijote, och Butler skildrar hur den presbyterianske riddaren sir Hudibras med sin väpnare Ralph drager i härnad ("a-colonelling") för att utrota allt ont i England. De äventyr de råkar ut för under färden ger skalden tillfälle att teckna av kvickhet sprudlande tidsbilder; de övertygelsetrogna puritanernas okuvliga mod och högsinnade nit finner naturligtvis i denna dikt intet erkännande. Diktens första del skrevs under inbördeskrigets tid, men utgavs först 1663, då den förut obekante Butler vid 51 års ålder med ett slag blev ryktbar. En ny del utkom 1664 och den 3:e 1678, men vid Butlers död var hans epos ännu ofullbordat. 
Butler hade 1659 utgivit en anonym broschyr för Stuartarnas sak och fick efter restaurationen för en tid ett anständigt levebröd som sekreterare åt lord Carbery. Hans försök att genom gifte med en rik änka förbättra sina affärer slog illa ut, i det att hennes förmögenhet kort efter giftermålet gick förlorad genom spekulationer av förvaltaren. Karl II beundrade livligt "Hudibras", men gjorde intet för att hjälpa den nödställde skalden, utan Butler fick tillbringa sina sista dagar i fattigdom och obemärkthet. Londons lord Mayor lät 1721 i Westminster Abbey uppsätta en minnesvård över skalden. Butlers litterära kvarlåtenskap utgavs fullständigt först 1759 av Robert Thyer under titeln The genuine remains in verse and prose of mr Samuel Butler; där ingår bland annat en skarp satir mot Royal Society (The elephant in the moon) och en serie Characters på prosa. "Hudibras" utkom på 1700-talet i många upplagor och illustrerades 1726 av William Hogarth.